# یوزف اشتروه
یوزف اشتروه (به آلمانی: Josef Stroh) بازیکن فوتبال و مهاجم اهل آلمان است که از سال ۱۹۳۸ میلادی عضو تیم ملی فوتبال آلمان بوده‌است. وی در ۴ بازی ملی حضور داشته است و آخرین بازی ملی خود را در سال ۱۹۳۹ میلادی انجام داد. یوزف اشتروه در بازی‌های ملی‌اش ۱ گل به ثمر رساند.